# The Liberator (magazine)
Pour les articles homonymes, voir Liberator et The Liberator (homonymie).
The Liberator est un magazine mensuel américain, fondé par Crystal Eastman et Max Eastman en 1918 et disparu en 1924. Il se voulait dans la continuité de The Masses et devient à partir de 1922 l'organe du Parti communiste américain.
Comme pour The Masses, The Liberator s'est fortement appuyé sur les créateurs. Chacune de ses couvertures propose une création graphique originale. Écrivains et poètes y publièrent des textes parfois radicaux comme par exemple Maurice Becker (en), E.E. Cummings, Floyd Dell, John Dos Passos, Arturo Giovannitti (en), Mike Gold, Ernest Hemingway, Helen Keller, Claude McKay, John Silas Reed, Carl Sandburg, Edmund Wilson et Art Young.
Parmi les plasticiens et dessinateurs qui y contribuent, on trouve Cornelia Barns, Fred Ellis, Wanda Gág, Hugo Gellert (en), Lydia Gibson (en), William Gropper, J.J. Lankes (en), Boardman Robinson, Maurice Sterne (en), Frank Walts, entre autres.  
Le tirage ne dépassa pas les 60 000 exemplaires. En novembre 1924, le magazine fusionne avec The Labor Herald et le Soviet Russia Pictorial, pour former un nouveau titre, The Workers Monthly.
En 1926, une grande partie de l'équipe d'origine refonde un magazine illustré de même obédience, New Masses.